# Boardman Township (Iowa)
Boardman Township est un township, du comté de Clayton en Iowa, aux États-Unis,.
Le township est fondé en 1836 et nommé en l'honneur de Elisha Boardman.

## Source de la traduction
- (en) Cet article est partiellement ou en totalité issu de l’article de Wikipédia en anglais intitulé « Boardman Township, Clayton County, Iowa » (voir la liste des auteurs).